# Yoshio Nishina

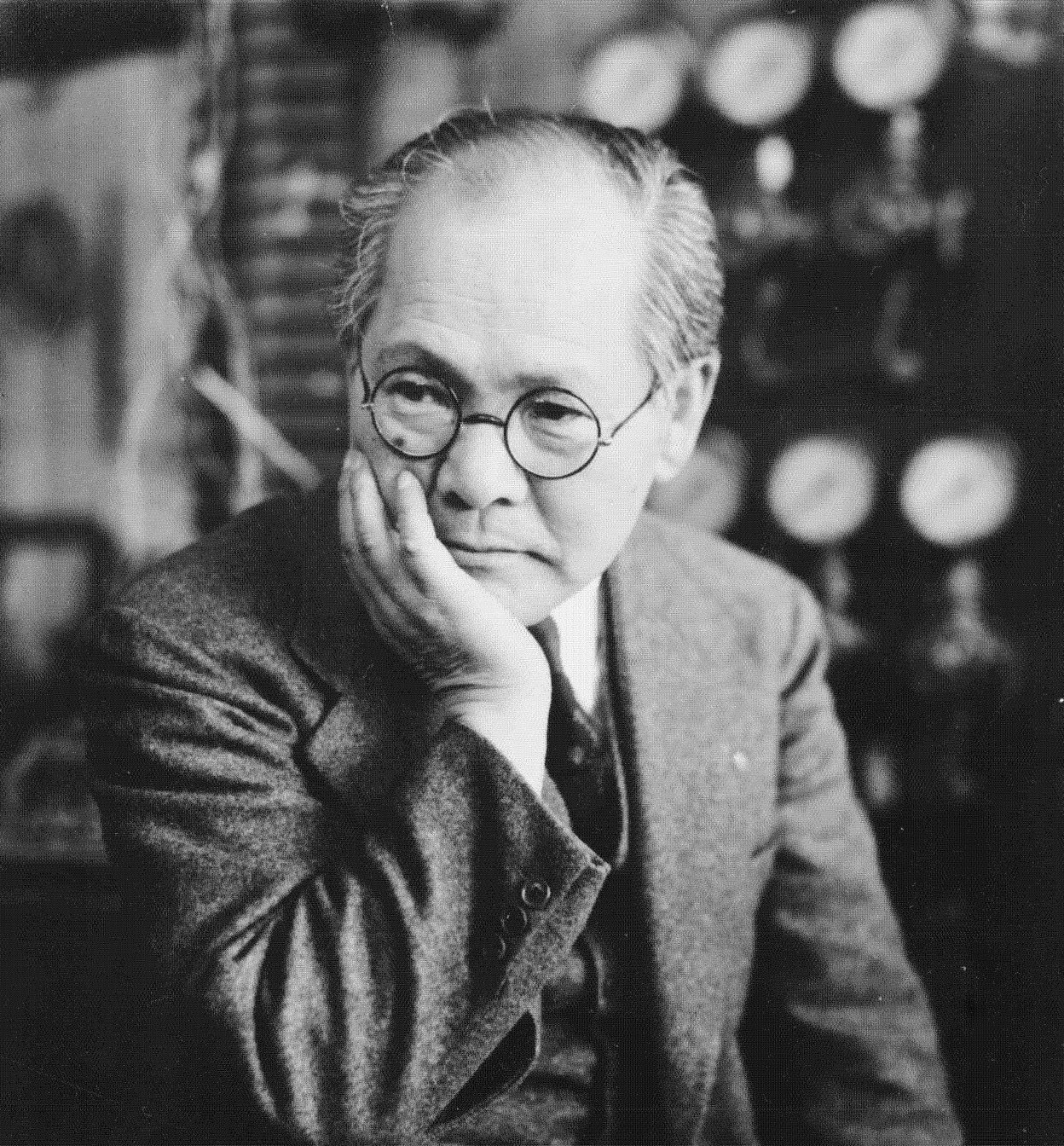
Yoshio Nishina

Yoshio Nishina (jap. 仁科 芳雄, Nishina Yoshio; * 6. Dezember 1890 in Satoshō, Präfektur Okayama; † 10. Januar 1951) war ein japanischer Physiker und Wissenschaftsorganisator.
Nishina studierte Elektrotechnik an der Kaiserlichen Universität Tokio, wo er 1918 seinen Abschluss machte und eigentlich Elektrotechniker werden wollte. Als Mitglied der privaten Forschungsorganisation RIKEN (Institut für chemische und physikalische Forschung, 1917 gegründet) in Tokio wandte er sich aber der Physik zu.

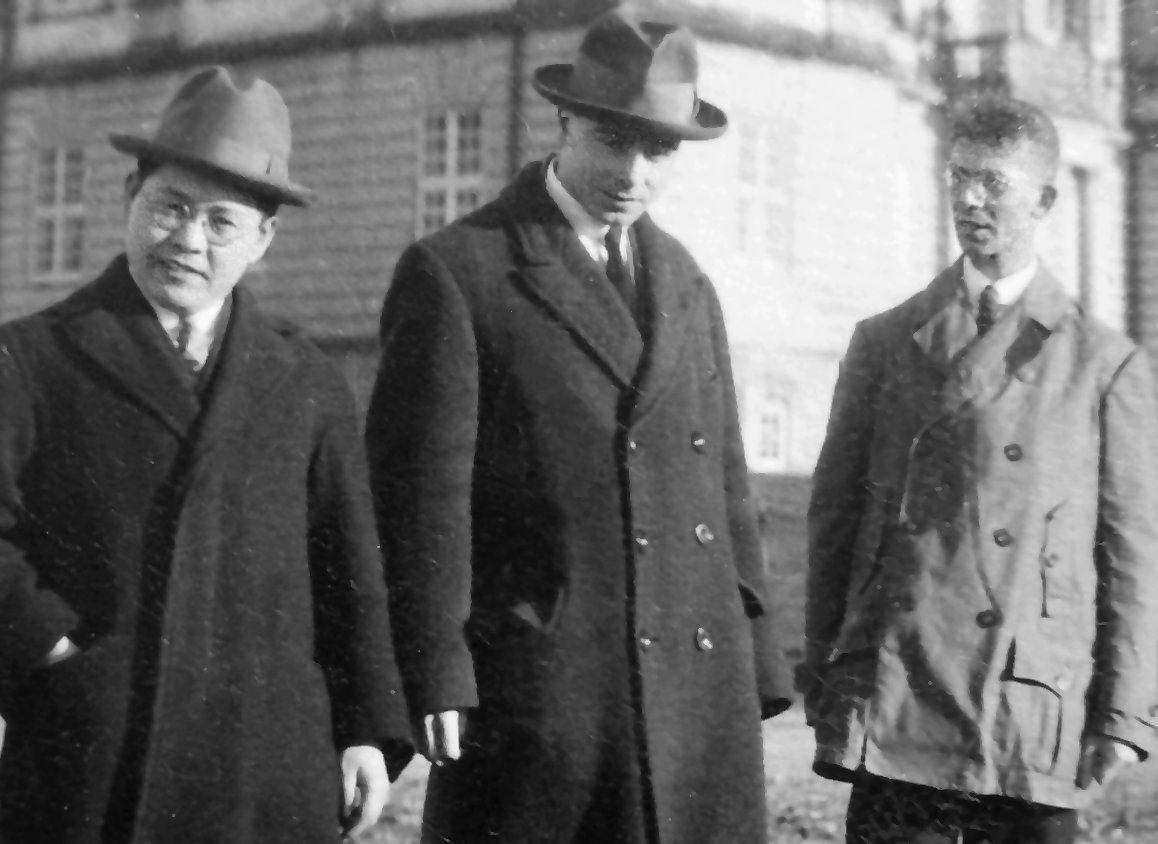
Yoshio Nishina, Llewellyn Thomas und Friedrich Hund, Kopenhagen 1926

1921 wurde er nach Europa geschickt, wo er bis 1928 blieb. Er war dort am Cavendish Laboratory in Cambridge bei Ernest Rutherford, an der Universität Göttingen und in Kopenhagen bei Niels Bohr, mit dem er sich anfreundete. Dort entstand auch seine Arbeit mit Oskar Klein 1928 über die Streuung harter Röntgen- bzw. Gammastrahlung an freien Elektronen, die zur Klein-Nishina-Formel führte.
Danach kehrte er nach Japan zurück, wo er sich mit Elementarteilchenphysik aus kosmischer Strahlung und Teilchenbeschleunigern in einem eigenen Labor am RIKEN beschäftigte, dem 1931 gegründeten Nishina Labor. Er machte die neue Quantenmechanik in Japan bekannt (nachdem die moderne Physik schon durch einen zweimonatigen Besuch von Albert Einstein 1922 in Japan Auftrieb erhalten hatte) und lud Wissenschaftler wie Paul Dirac, Heisenberg und Bohr nach Japan ein. Zu seinen Schülern zählten die späteren Nobelpreisträger Shin’ichirō Tomonaga und Hideki Yukawa.
In den 1930er Jahren beschäftigte er sich auch mit der damals sehr aktuellen Kernphysik und leitete den Bau von zwei 1935 fertiggestellten Zyklotronen am neu gegründeten Institut für Kernphysik am RIKEN. Im Zweiten Weltkrieg leitete er das Kernenergie- bzw. Kernwaffen-Programm in Japan und nach dem Zweiten Weltkrieg war er Präsident von RIKEN.
1944 erhielt er den Asahi-Preis, 1946 den Kaiserlichen Kulturorden. Ein Mondkrater ist nach ihm benannt und der seit 1955 für außerordentliche Leistungen in der Atomphysik und deren Anwendung vergebene Nishina-Preis.